# اچ۳کی۲۷ام‌ئی۳
اچ۳کی۲۷ام‌ئی۳ (انگلیسی: H3K27me3) نوعی تعدیل‌سازی اپی‌ژنتیک در پروتئین هیستون اچ۳ است که در فشرده‌سازی مولکول دی‌ان‌ای نقش دارد و علامتی برای تری‌متیلاسیون لیزین (اسید آمینهٔ بیست و هفتم) بر روی هیستون اچ۳ است. این تری‌متیلاسیون، سبب کاهش فعالیت ژن‌های مجاور از طریق تشکیل نواحی فشرده‌شدهٔ کروموزوم می‌گردد. پایانه-N هیستون جایی است که پیرایش پساترجمه‌ای انجام می‌شود، از همان گونه‌ای که در اچ۳کی۲۷ام‌ئی۳ دیده می‌شود.
اچ۳کی۲۷ام‌ئی۳ همچنین با بازسازی دی‌ان‌ای به‌ویژه شکستگی‌های دورشته‌ای دی‌ان‌ای از طریق نوترکیبی هم‌ساخت مرتبط است.

## نام‌گذاری
اچ۳کی۲۷ام‌ئی۳ (H3K27me3) بیانگر تری‌متیلاسیون لیزین ۲۷ زیرواحدهای هیستون اچ۳ است:
| حروف اختصاری | معنی/معادل                                                |
| H3           | خانوادهٔ اچ۳ هیستون                                        |
| K            | حرف اختصاری استاندارد برای لیزین                          |
| ۲۷           | مکان ریشهٔ اسید آمینه (اگر شمارش از سمت پایانه-N آغاز شود) |
| me           | گروه متیل                                                 |
| ۳            | تعداد گروه‌های متیل اضافه شده                              |

## متیلاسیون لیزین
این نمودار متیلاسیون پیشرونده یک ریشهٔ لیزینی را نشان می‌دهد.

## اهمیت بالینی
برخی پژوهش‌ها نشان داده که احتمال دارد جهش در اچ۳کی۲۷ام‌ئی۳ سبب بروز «سندرم کوهن-گیبسون» و «اختلال جنینی طیف الکل» گردد.